# Горланов, Геннадий Елизарович
Геннадий Елизарович Горланов (16 марта 1941, Пенза) ― поэт, краевед, советский и российский учёный в области литературоведения, доктор филологических наук, лауреат Всероссийской литературной премии имени Михаила Юрьевича Лермонтова, член Союза писателей России.

## Биография
Геннадий Елизарович Горланов родился 16 марта 1941 года в Пензе Пензенской области. В 1958 году он завершил обучение в городской средней школе №19, а в 1966 году успешно защитился и получил диплом о высшем образовании закончив историко-филологический факультет Пензенского государственного педагогического института имени В.Г. Белинского. Здесь и стал работать преподавателем. Затем закончил обучение в аспирантуре МГПИ имени В.И. Ленина на кафедре «Советская литература». Позже, в 2010 году, защитил диссертацию на соискание степени доктора филологических наук, на тему: "Творчество М.Ю. Лермонтова в контексте русского духовного самосознания".
В 1972 году Геннадий Горланов успешно прошёл защиту диссертации на соискание степени кандидата наук, а в 1979 году был назначен на должность заведующего кафедрой литературы и методики ее преподавания Пензенского государственного университета. В 1987 году стал работать в должности декана факультета русского языка и литературы. В 2005 году вновь перешёл трудиться на должность заведующего кафедрой. 
Член редакционной группы по подготовке и оформлению «Пензенской энциклопедии», являлся руководителем отдела культуры.
Является автором 10 литературоведческих и 11 поэтических книг, 80 научных статей. Его труды печатались не только в местной прессе, но и в журналах «Волга», «Октябрь»,  «Литература в школе», «В мире книг», «Сура». С 1997 года Геннадий Горланов член Союза писателей России. В 2007 году за книгу стихов «Приметы времени» стал лауреатом Всероссийской литературной премии имени Михаила Юрьевича Лермонтова.
Проживает в городе Пензе.

## Награды
Заслуги отмечены званиями и наградами:
- Почетный работник высшего профессионального образования РФ,
- «Отличник народного просвещения»,
- «За заслуги в развитии города Пензы»,
- «Знак Законодательного Собрания»,
- медаль «В память 350-летия Пензы»,
- медаль «100-летию М.А. Шолохова»,
- медаль «200-летию М.Ю. Лермонтова»,
- «Почетным знаком Губернатора Пензенской области «Во славу земли Пензенской»,
- Лауреат Всероссийской литературной премии имени Михаила Юрьевича Лермонтова (2007).

## Монографии и научные труды
- Литературное краеведение Пензенского края: учебно-метод. пособие. - Пенза: ПГУ, 2016. - 324 с.
- Теория и практика стихосложения: научно-популярное издание. - М.: "Энциклопедист-Максимум"; Санкт-Петербург: "Мiръ", 2016.
- История культуры Пензенского края. -  Пенза: ПГУ, 2015.
- Философия создания пьес. - Пенза, 2014 (в соавторстве).
- "В минуту жизни трудную...": Институт деловых коммуникаций. - Москва, Санкт-Петербург.: Изд. Дом Мiръ, 2014.
- Писатель и время. - Пенза, 2013.
- "Люблю Отчизну я... ": монография.- Пенза: ПГПУ, 2012.
- Основы теории литературы. Пенза, 2010;
- Творчество М.Ю. Лермонтова в контексте русского духовного самосознания. Москва, 2009;
- Этапы развития русской литературы XX века. Пенза, 2006;
- Русская литература XX века: уч. пособие. В 2 кн. Пенза, 2000;